# Lauris
Pour l’article ayant un titre homophone, voir Lorris.
Lauris [loʁis] est une commune française située dans le département de Vaucluse, en région Provence-Alpes-Côte d'Azur. Elle fait partie du parc naturel régional du Luberon.

## Géographie

### Localisation
Le village de Lauris est situé sur une colline au centre de la commune dont le territoire comprend 2 000 hectares.
Au sud du village, la vallée de la Durance, qui fut la zone la plus convoitée et la plus cultivée, est aujourd'hui partiellement plantée d'arbres fruitiers. Un centre équestre y a pris place. Elle est non constructible, car inondable.
Au nord, le petit Luberon avec sur les coteaux les vignobles. Ces contreforts des monts du Luberon formaient un site facile à évacuer vers la montagne, via le vallon de Vallauris et celui de Val Bigonce.
Le tracé d'un canal est encore visible, à Maupas, en descendant de Recaute.
Lauris fait partie de l'aire urbaine de Cadenet.
| Lacoste | Bonnieux                             |         |
| Puget   | Lauris                               | Puyvert |
|         | La Roque-d'Anthéron Bouches-du-Rhône |         |

Puget, Puyvert, Cadenet, 30 km de Cavaillon, 3 de Lourmarin, 10 de Cucuron, 25 d'Apt, 37 d'Aix-en-Provence et 15 min de Pertuis.

### Climat
Pour des articles plus généraux, voir Climat de Provence-Alpes-Côte d'Azur et Climat de Vaucluse.
En 2010, le climat de la commune est de type climat méditerranéen franc, selon une étude du Centre national de la recherche scientifique s'appuyant sur une série de données couvrant la période 1971-2000. En 2020, Météo-France publie une typologie des climats de la France métropolitaine dans laquelle la commune est exposée à un climat méditerranéen et est dans la région climatique Provence, Languedoc-Roussillon, caractérisée par une pluviométrie faible en été, un très bon ensoleillement (2 600 h/an), un été chaud (21,5 °C), un air très sec en été, sec en toutes saisons, des vents forts (fréquence de 40 à 50 % de vents > 5 m/s) et peu de brouillards.
Pour la période 1971-2000, la température annuelle moyenne est de 13,7 °C, avec une amplitude thermique annuelle de 17,1 °C. Le cumul annuel moyen de précipitations est de 671 mm, avec 6,3 jours de précipitations en janvier et 2,4 jours en juillet. Pour la période 1991-2020, la température moyenne annuelle observée sur la station météorologique de Météo-France la plus proche, « Cadenet », sur la commune de Cadenet à 5 km à vol d'oiseau, est de 14,4 °C et le cumul annuel moyen de précipitations est de 703,0 mm. 
La température maximale relevée sur cette station est de 44,3 °C, atteinte le 28 juin 2019 ; la température minimale est de −12,7 °C, atteinte le 12 février 2012,,.
Les paramètres climatiques de la commune ont été estimés pour le milieu du siècle (2041-2070) selon différents scénarios d'émission de gaz à effet de serre à partir des nouvelles projections climatiques de référence DRIAS-2020. Ils sont consultables sur un site dédié publié par Météo-France en novembre 2022.

## Urbanisme

### Typologie
Au 1er janvier 2024, Lauris est catégorisée bourg rural, selon la nouvelle grille communale de densité à sept niveaux définie par l'Insee en 2022.
Elle appartient à l'unité urbaine de Cadenet, une agglomération intra-départementale regroupant cinq  communes, dont elle est ville-centre,,. La commune est en outre hors attraction des villes,.

### Occupation des sols
L'occupation des sols de la commune, telle qu'elle ressort de la base de données européenne d’occupation biophysique des sols Corine Land Cover (CLC), est marquée par l'importance des forêts et milieux semi-naturels (46,6 % en 2018), une proportion sensiblement équivalente à celle de 1990 (46,3 %). La répartition détaillée en 2018 est la suivante : 
forêts (41,3 %), zones agricoles hétérogènes (29,7 %), cultures permanentes (12,6 %), zones urbanisées (8,8 %), espaces ouverts, sans ou avec peu de végétation (3,3 %), terres arables (2,3 %), milieux à végétation arbustive et/ou herbacée (1,9 %). L'évolution de l’occupation des sols de la commune et de ses infrastructures peut être observée sur les différentes représentations cartographiques du territoire : la carte de Cassini (XVIIIe siècle), la carte d'état-major (1820-1866) et les cartes ou photos aériennes de l'IGN pour la période actuelle (1950 à aujourd'hui).

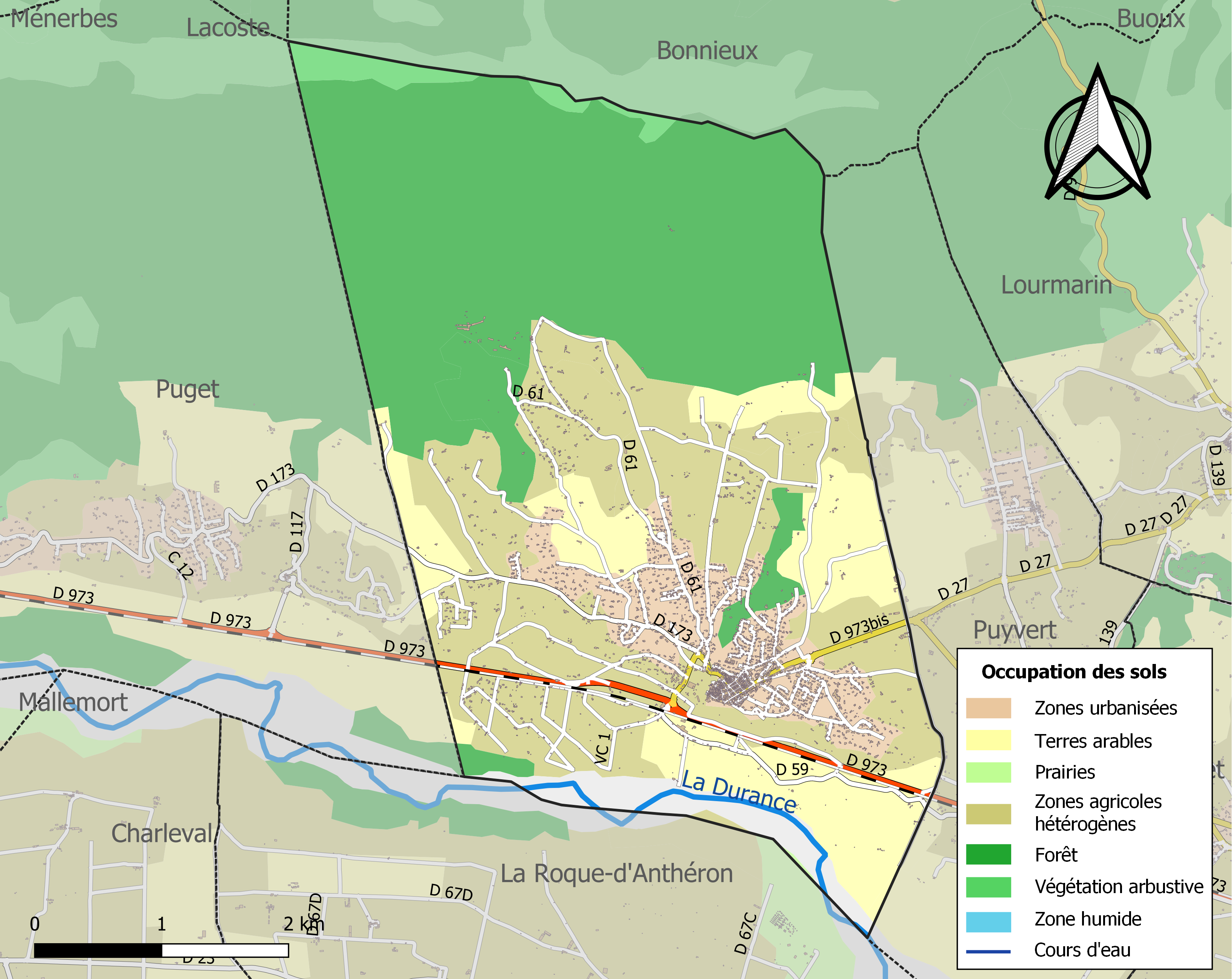
Carte des infrastructures et de l'occupation des sols de la commune en 2018 (CLC).

### Morphologie urbaine

#### Répartition des sols
La répartition des sols de la commune est la suivante (donnée pour un total de) :
| Type d'occupation | Pourcentage | Superficie (en hectares) |
| ----------------- | ----------- | ------------------------ |
| Zones urbaines    | 10,55 %     | 241,38                   |
| Zones agricoles   | 36,97 %     | 846,02                   |
| Zones naturelles  | 53,49 %     | 1 223,92                 |
| Total             | 100 %       | 2 288,23                 |

Les zones naturelles sont principalement formées par les forêts méditerranéennes couvrant le petit Luberon. Les zones agricoles sont formées de vergers de fruitiers (oliviers, amandiers, etc), des champs de lavandin et des vignes (AOC côtes-du-luberon).

### Voies de communication et transports
De 1871 à 1971, Lauris a possédé une gare située sur la Ligne de Cheval-Blanc à Pertuis. La gare, désaffectée en 1971, est aujourd'hui transformée en boulangerie. La ligne de chemin de fer ne sert plus aujourd'hui  qu'au transport de marchandises.

Les lignes de bus ZOU n.9 (Aix-en-Provence ⇔ Apt) et n.8 (Cavaillon ⇔ Pertuis) desservent Lauris (arrêt "Centre" et "les Fraisses") 7 jours sur 7.

### Risques naturels et technologiques

#### Risque sismique
La commune se situe dans une zone sismique de type 4, qui se caractérise, lors d'un mouvement de terrain, par des tassements différentiels.

## Toponymie
La Villa Laurias à l'origine à Villelaure appartenait à un certain Laurus (le laurier). Ce notable romain avait une seconde villa et la commune est devenue Lauris au Moyen Âge.
Celui de Recaute vient de « Roque haute », l'un des sommets du petit Luberon.

## Histoire

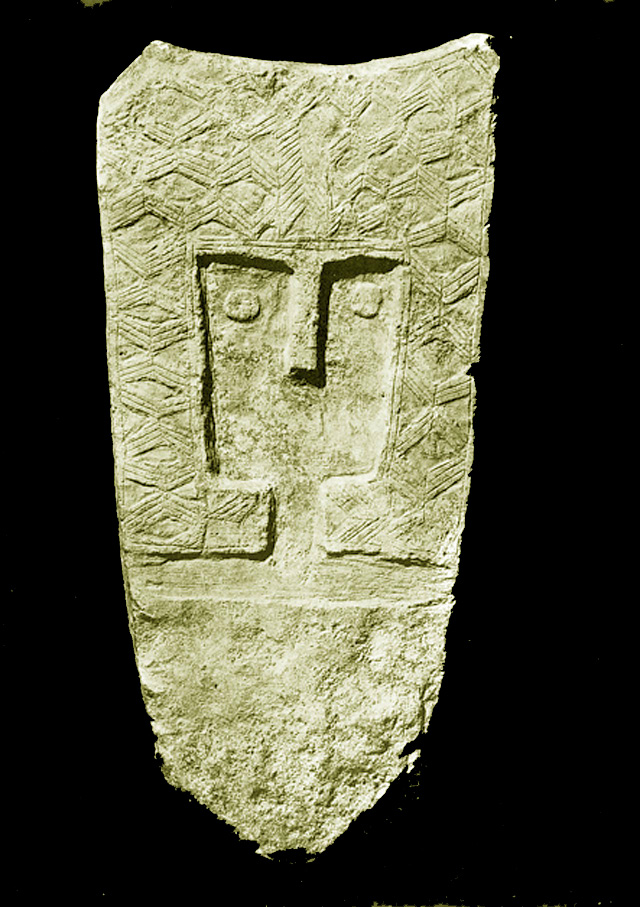
Stèle de Lauris n°1.

Le peuplement de la commune remonte à la Préhistoire, en raison de sa localisation sur l’itinéraire qui suit la Durance vers les Alpes au nord.
Les stèles de Lauris, qui sont visibles au château de Lourmarin attestent de la présence de l'homme à l'Âge du cuivre.
À l'époque romaine, Lauris constitue probablement, comme les communes voisines de Puget, Puyvert et Mérindol des villages romains. Lauris, à la chute de l'empire romain, devient la propriété d'évêques[Qui ?] puis des comtes de Provence.
L'origine du village actuel est la succession d'enceintes médiévales.
L'abbaye Saint-André de Villeneuve-lès-Avignon y possède plusieurs établissements :
- le prieuré Saint-Jean, qui appartenait à Saint-Victor de Marseille jusqu’à la fin du XIe siècle, et resta possession de Saint-André jusqu’en 1345 au moins ;
- l’église paroissiale, jusqu’au milieu du XVe siècle (détruite en 1486) ;
- l’église Saint-Martin (actuellement Saint-Roch), jusqu’au début du XIVe siècle.

Après l'hécatombe produite par la Peste noire au XIVe siècle, le sud Luberon se repeuple de populations issues de régions protestantes, mais Lauris reste « la catholique ». Aussi le chemin des huguenots passe-t-il sur la commune de Lauris loin du village.
Les bastides étaient au début du XXe siècle des demeures non habitées et où les ouvriers étaient logés. Plusieurs bastides du hameau de Recaute, étaient habitées par les protestants. À l'époque de Louis XIV une cinquantaine de huguenots y vivaient dont plusieurs descendent des Vaudois du Luberon. Les registres municipaux indiquent que parmi eux figurent François Garcin, Jean Joseph Garcin, Jacques Ménard, boulanger, Vaudois, Pierre Roman, négociant, Vaudois, Mathieu Salenc et Antoine Sambuc (Vaudois).
En 1731, 16 ans après la mort de Louis XIV, le hameau comptait des bastides à la Jambonne, Maupas, Recaute, Roquefraiche, Fontenille, Petit Piécaud, la Scipionne et la Carraire sur la route de Lourmarin.
Lauris fait aujourd'hui partie du parc naturel régional du Luberon.

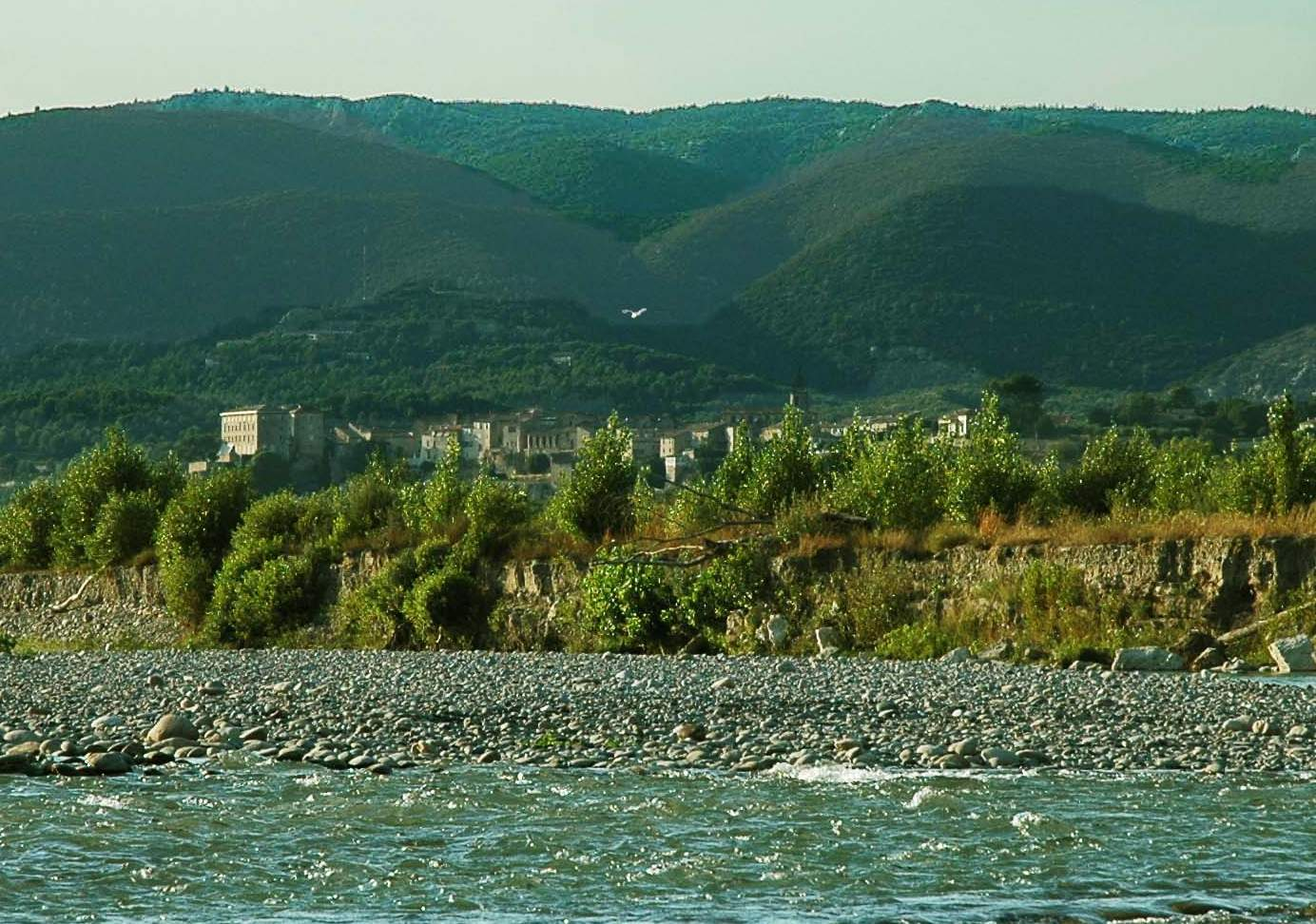
Lauris entre Durance et Luberon, au-dessus du château on distingue l'hôpital Roquefraîche, au premier plan la Durance et au sommet du Luberon la forêt des Cèdres.

## Politique et administration

### Conseil municipal
Il a démissionné le 20 juin 2023 à cause d'une agression.

### Instances administratives et judiciaires

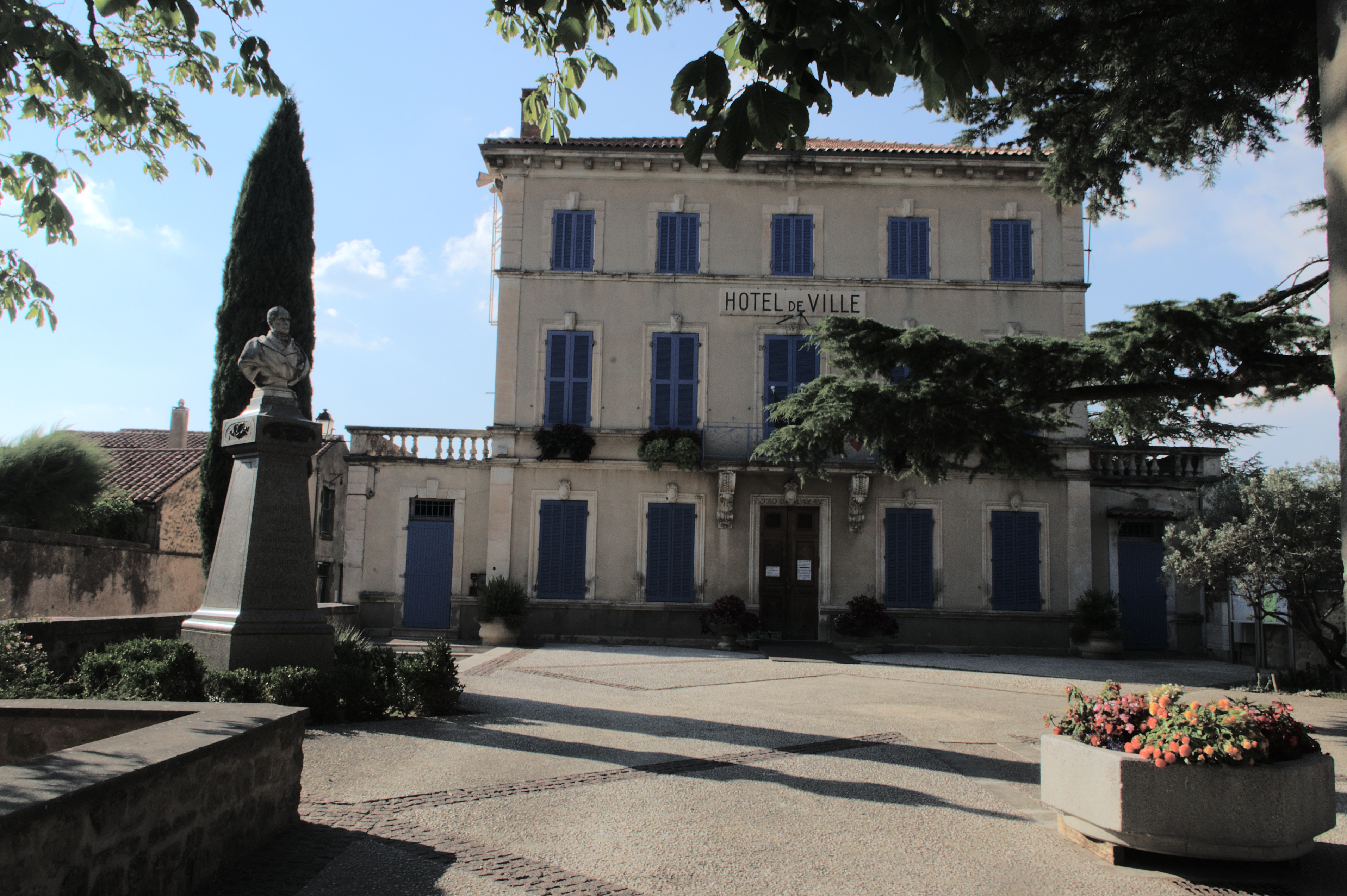
L'Hôtel de Ville.

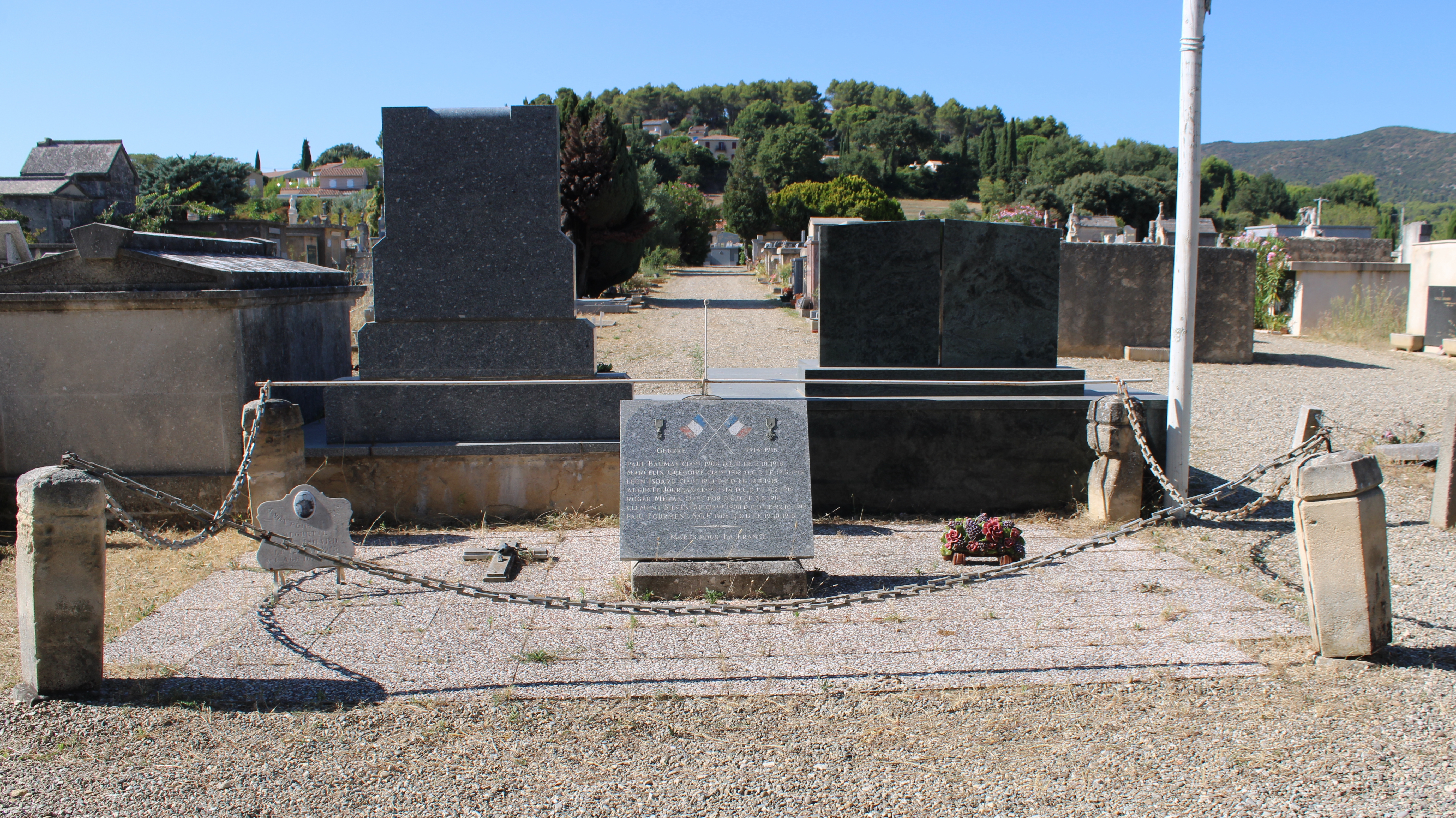
Le monument aux morts édifié dans le cimetière.

Lauris est une des quatorze communes du canton de Cheval-Blanc qui totalisait 31 061 habitants en 2016.
Lauris faisait auparavant partie du canton de Cadenet depuis 1793. Cet ancien canton faisait partie de l'arrondissement d'Apt depuis 1801 (sauf de 1926 à 1933 où ce fut Cavaillon) et de la deuxième circonscription de Vaucluse.
Lauris fait partie de la juridiction d’instance d’Apt, mais du greffe détaché Pertuis, et de grande instance, de prud'homale, de commerce et d'affaires de Sécurité sociale d’Avignon.

### Politique environnementale
Deux déchèteries sur la communauté de communes des Portes du Luberon (à Lauris et Vaugines) ainsi que deux points spécialisés (pour les branchages, le site de Puget, fermé, et pour les gravats, celui de Puyvert, payant).
Points d’apport volontaire pour le verre, les journaux et les emballages.
La commune fait partie du syndicat intercommunal à vocations multiples (SIVOM) Durance-Luberon qui est un établissement public de coopération intercommunale (EPCI) qui regroupe 21 communes des 23 communes (Lourmarin et Vaugines n'en font pas partie) des deux cantons de Pertuis et de Cadenet a pour compétence la distribution de l'eau et l'assainissement. Il a été créé en 1989 par transformation du syndicat intercommunal créé en 1946 mais qui n'avait comme compétence que la distribution de l'eau. Il comprend 42 membres (deux par commune). Son président est Maurice Lovisolo (vice-président du conseil général de Vaucluse). Le prix de l'assainissement est variable dans chaque commune (à cause de la surtaxe communale) alors que celui de l'eau est identique.

### Fiscalité locale
| Taxe                                                | Part communale | Part intercommunale | Part départementale | Part régionale |
| --------------------------------------------------- | -------------- | ------------------- | ------------------- | -------------- |
| Taxe d'habitation (TH)                              | 12,05 %        | 0,40 %              | 7,55 %              | 0,00 %         |
| Taxe foncière sur les propriétés bâties (TFPB)      | 13,80 %        | 0,51 %              | 10,20 %             | 2,36 %         |
| Taxe foncière sur les propriétés non bâties (TFPNB) | 32,70 %        | 1,58 %              | 28,96 %             | 8,85 %         |
| Taxe professionnelle (TP)                           | 18,54 %        | 0,83 %              | 13,00 %             | 3,84 %         |

La part régionale de la taxe d'habitation n'est pas applicable.
La taxe professionnelle est remplacée en 2010 par la cotisation foncière des entreprises (CFE) portant sur la valeur locative des biens immobiliers et par la contribution sur la valeur ajoutée des entreprises (CVAE) (les deux formant la contribution économique territoriale (CET) qui est un impôt local instauré par la loi de finances pour 2010).

## Population et société

### Démographie
L'évolution du nombre d'habitants est connue à travers les recensements de la population effectués dans la commune depuis 1793. Pour les communes de moins de 10 000 habitants, une enquête de recensement portant sur toute la population est réalisée tous les cinq ans, les populations de référence des années intermédiaires étant quant à elles estimées par interpolation ou extrapolation. Pour la commune, le premier recensement exhaustif entrant dans le cadre du nouveau dispositif a été réalisé en 2005.

En 2022, la commune comptait 3 929 habitants, en évolution de +2,93 % par rapport à 2016 (Vaucluse : +1,73 %, France hors Mayotte : +2,11 %).
| 1793  | 1800  | 1806  | 1821  | 1831  | 1836  | 1841  | 1846  | 1851  |
| ----- | ----- | ----- | ----- | ----- | ----- | ----- | ----- | ----- |
| 1 288 | 1 312 | 1 367 | 1 495 | 1 614 | 1 651 | 1 706 | 1 703 | 1 690 |

| 1856  | 1861  | 1866  | 1872  | 1876  | 1881  | 1886  | 1891  | 1896  |
| ----- | ----- | ----- | ----- | ----- | ----- | ----- | ----- | ----- |
| 1 603 | 1 644 | 1 584 | 1 638 | 1 581 | 1 522 | 1 519 | 1 436 | 1 404 |

| 1901  | 1906  | 1911  | 1921  | 1926  | 1931  | 1936  | 1946  | 1954  |
| ----- | ----- | ----- | ----- | ----- | ----- | ----- | ----- | ----- |
| 1 594 | 1 532 | 1 528 | 1 161 | 1 173 | 1 129 | 1 262 | 1 314 | 1 537 |

| 1962  | 1968  | 1975  | 1982  | 1990  | 1999  | 2005  | 2006  | 2010  |
| ----- | ----- | ----- | ----- | ----- | ----- | ----- | ----- | ----- |
| 1 464 | 1 558 | 1 620 | 1 810 | 2 571 | 3 102 | 3 257 | 3 283 | 3 655 |

| 2015  | 2020  | 2022  | - | - | - | - | - | - |
| ----- | ----- | ----- | - | - | - | - | - | - |
| 3 789 | 3 890 | 3 929 | - | - | - | - | - | - |

### Enseignement
La commune possède une école maternelle et une école primaire publiques les Aires, les élèves sont ensuite affectés au collège Le Luberon à Cadenet, puis le lycée Val-de-Durance à Pertuis (enseignement général) ou lycée Alexandre-Dumas à Cavaillon soit lycée Alphonse-Benoit à L'Isle-sur-la-Sorgue (enseignements techniques).

### Secours
Le centre d'incendie et de secours accueille 35 sapeurs-pompiers volontaires femmes et hommes dont un capitaine chef de centre et un adjoint au grade de lieutenant. Il comporte les véhicules suivants :
- une ambulance (VSAV) ;
- un camion citerne grande capacité (CCGC 10000L) ;
- deux camions citerne feux de forêts moyens (CCFM 4000 L) ;
- une camionnette toute utilité (CTU) ;
- un véhicule de liaison hors route 4x4 (VLHR) ;
- un poste de commandement de colonne (PCC).

### Sports
Tennis club de Lauris, E.S. du Sud Luberon (club de football), centre équestre de Lauris, Cap rando, canoë-kayak (en saison), tir à l'arc (ACL- Arc Club Luberonnais), SLAC (Société laurisienne des arts de combats).

## Économie
L'hôpital Roquefraîche, spécialisé dans les maladies pulmonaires est de loin le plus gros employeur de la commune.
Les élus locaux (dont le maire de Lauris) se battent actuellement auprès du ministère de la Santé pour en éviter la fermeture.

### Agriculture
Les habitants cultivaient la vigne et possédaient des vergers, qui ont servi à fabriquer les fruits confits d'Apt. Les apothicaires d'Apt qui avaient la maîtrise de cette activité préparaient toute une gamme de gourmandises fort appréciées : fruits confits, fruits au sirop, pâtes de fruits, confitures. Jusqu'à une vingtaine de fabriques ont fonctionné à Apt.

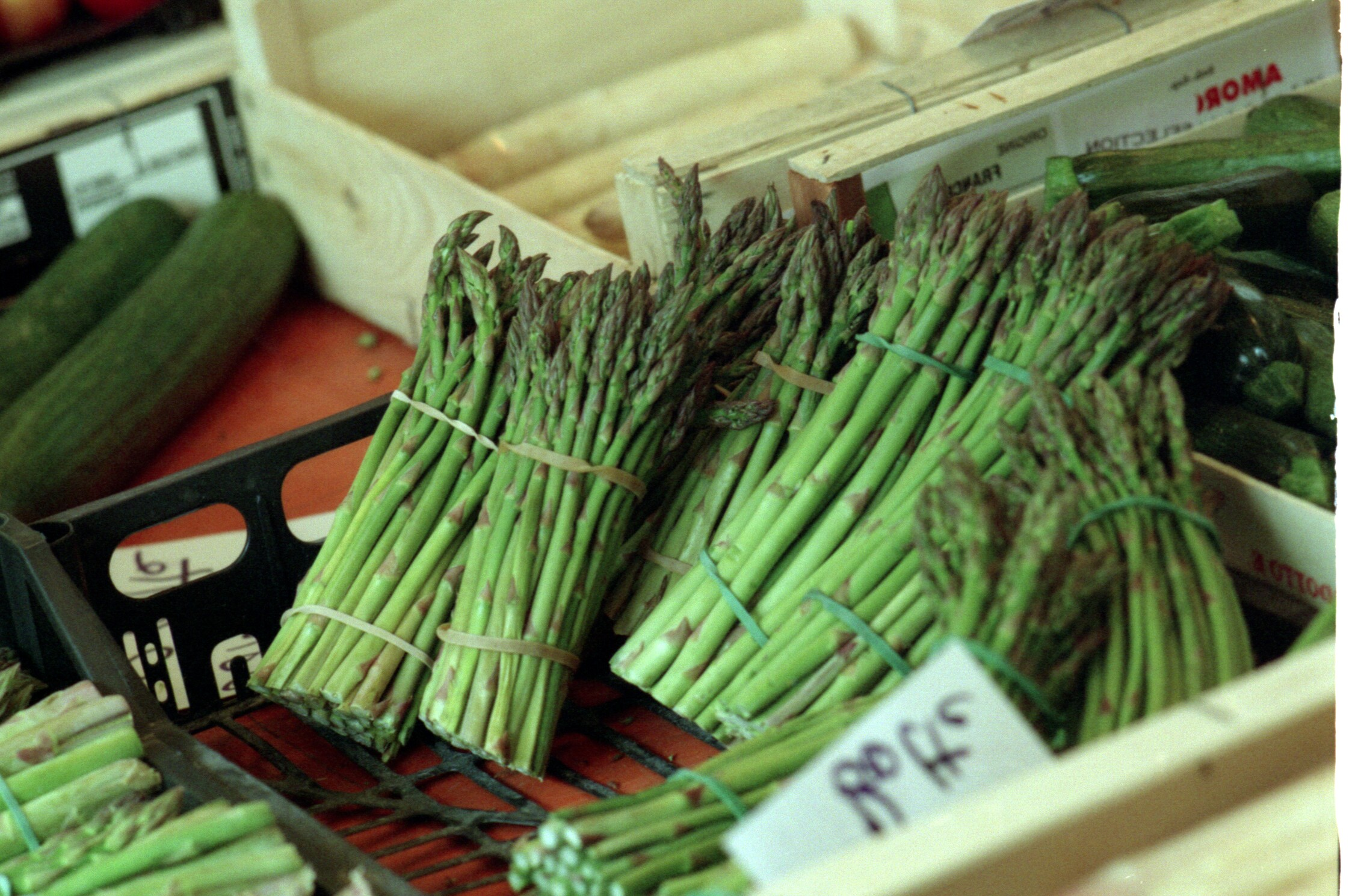
Asperges vertes de Lauris au marché de Lausanne.

L'asperge verte de Lauris est une asperge, dite hâtive, dont la production est concentrée au sud du massif du Luberon, entre Lauris et Cavaillon. Cette variété fut initialement cultivée sous châssis jusque dans les années 1950. Cette pratique très onéreuse a laissé place à la plasticulture où les plants sont couverts de bâches plastiques noires.
En effet, la différence entre l'asperge verte et l'asperge blanche vient du forçage et de la privation de la lumière. Cette technique fut maîtrisée en France à partir de 1830 et popularisée en Provence dans les années 1880. En pleine Belle Époque, ce type de production qui arrivait rapidement par chemin de fer aux Halles de Paris, conquit les chefs des plus grands restaurants.
Aujourd'hui, en dépit de la concurrence du Gard et de l'Hérault, ce sont 6 000 tonnes qui sont toujours produites sur la rive droite de la Durance. Cette production place la région PACA au troisième rang en France avec 12 % du tonnage. Sur place, ce premier légume de printemps se déguste avec une anchoïade, une vinaigrette ou une sauce au beurre blanc dans les restaurants. Il entre aussi dans les tourtes et les pâtés de légumes. Les pointes d'asperges sont servies en omelette.
La viticulture reste une des principales activités agricoles pratiquées sur le territoire de la commune (vin rouge et blanc A.O.C. côtes-du-luberon). Un vignoble, celui de Fontenille, a été remarqué par Robert Parker. Les vins qui ne sont pas en appellation d'origine contrôlée peuvent revendiquer, après agrément le label vin de pays d'Aigues

### Tourisme
Comme dans l'ensemble des communes du Luberon, le tourisme joue un rôle, directement ou indirectement, dans l'économie locale.
On peut considérer trois principales sortes de tourisme en Luberon. Tout d'abord, le tourisme historique et culturel qui s'appuie sur un patrimoine riche des villages perchés ou sur des festivals. Ensuite, le tourisme détente qui se traduit par un important développement des chambres d'hôtes, de l'hôtellerie et de la location saisonnière, par une concentration importante de piscines et par des animations comme des marchés provençaux. Enfin, le tourisme vert qui profite des nombreux chemins de randonnées et du cadre protégé qu'offrent le Luberon et ses environs.
De nombreux gîtes font vivre de nombreux Laurisiens.

## Culture locale et patrimoine

### Patrimoine culturel
- Le château de Lauris reconstruit en 1733, puis modifié et restauré. Ses terrasses du XVIIIe siècle.
- L'église Notre-Dame-de-la-Purification de Lauris (1702-1711) possède un des plus beaux campaniles en fer forgé de la région.
- Église Saint-Julien-Notre-Dame de Lauris.
- Église Sanctus-Projectus de Lauris.
- Les ruelles du vieux village.
- L'abbaye de Silvacane, située à proximité de la commune.
- Chaque année, se déroule une reconstitution historique qui explique divers événements du village depuis la préhistoire. Elle met en scène près de deux cents habitants de la localité[36].
- Le lavoir public de Lauris.

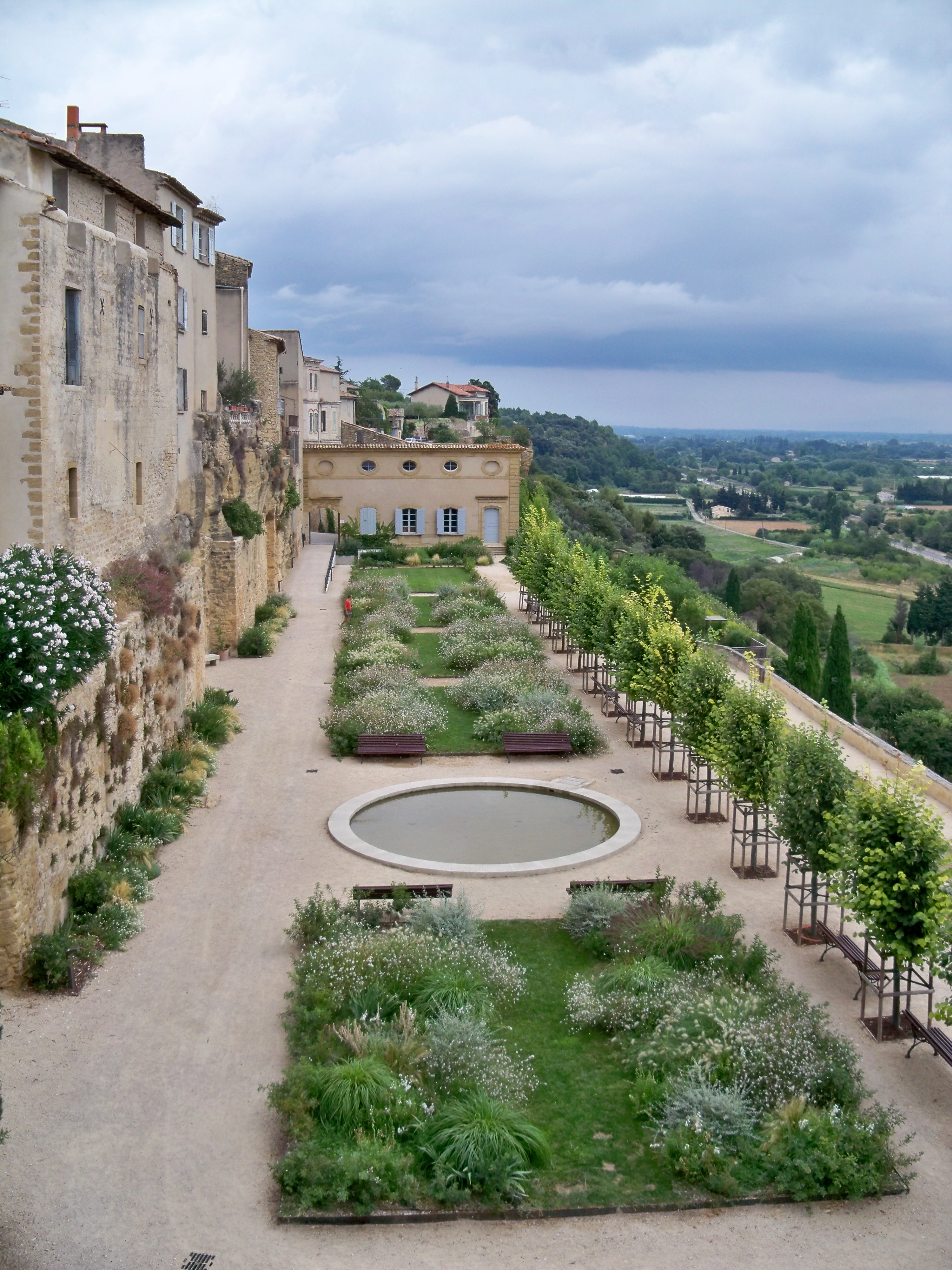
Vue de la terrasse du château.
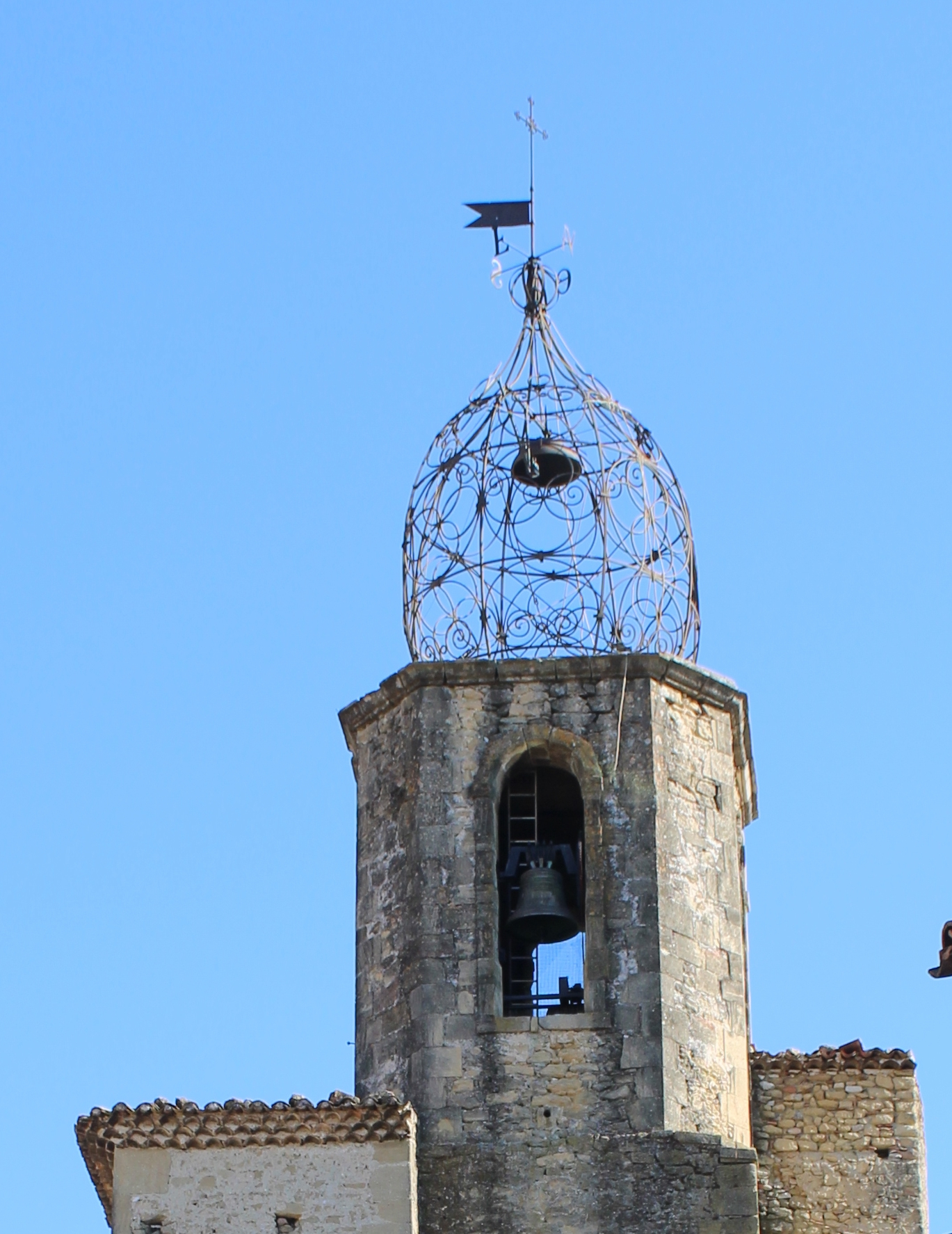
Le clocher de l'église surmonté de son curieux bulbe métallique.
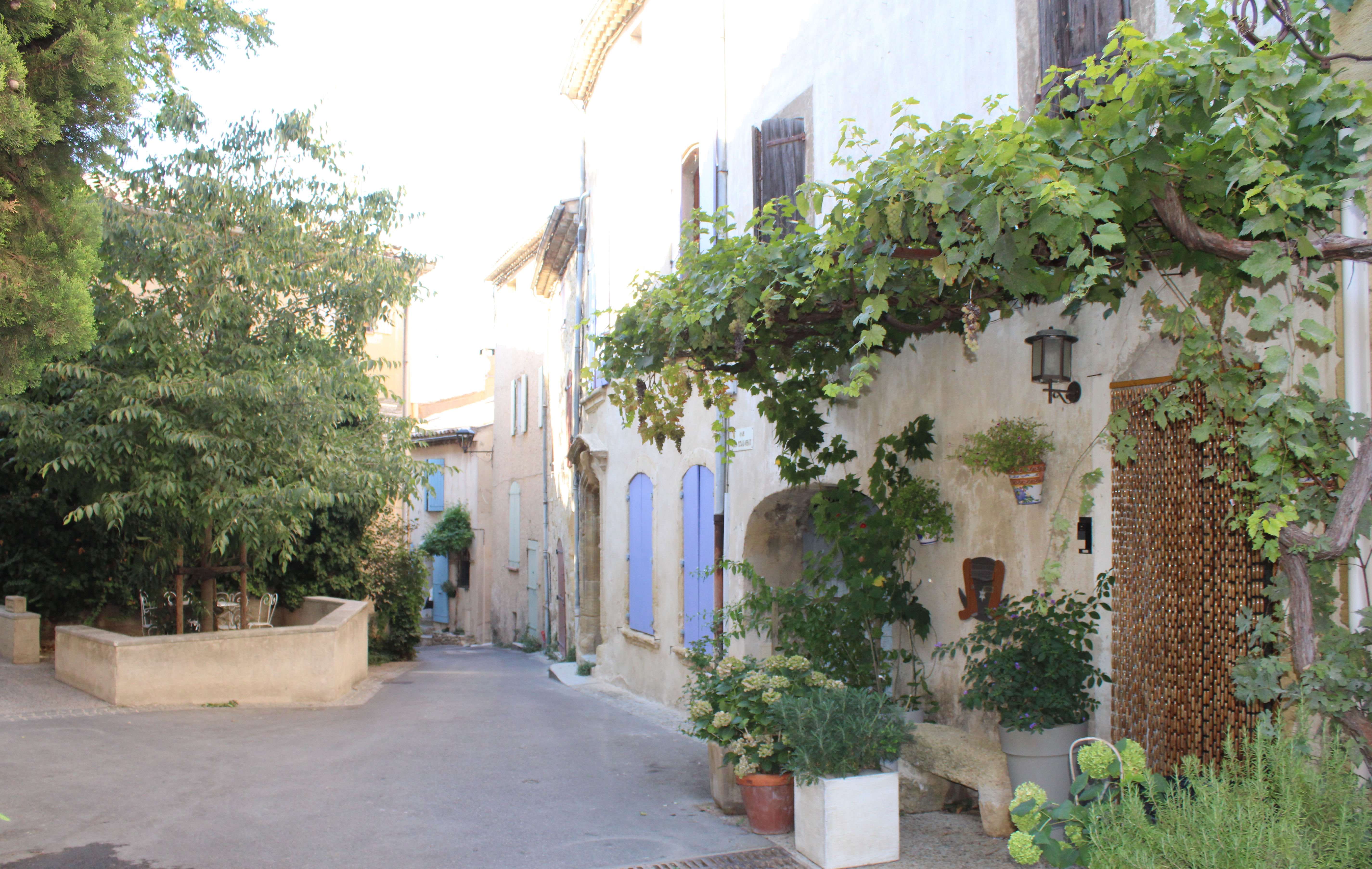
Ruelle du vieux village.
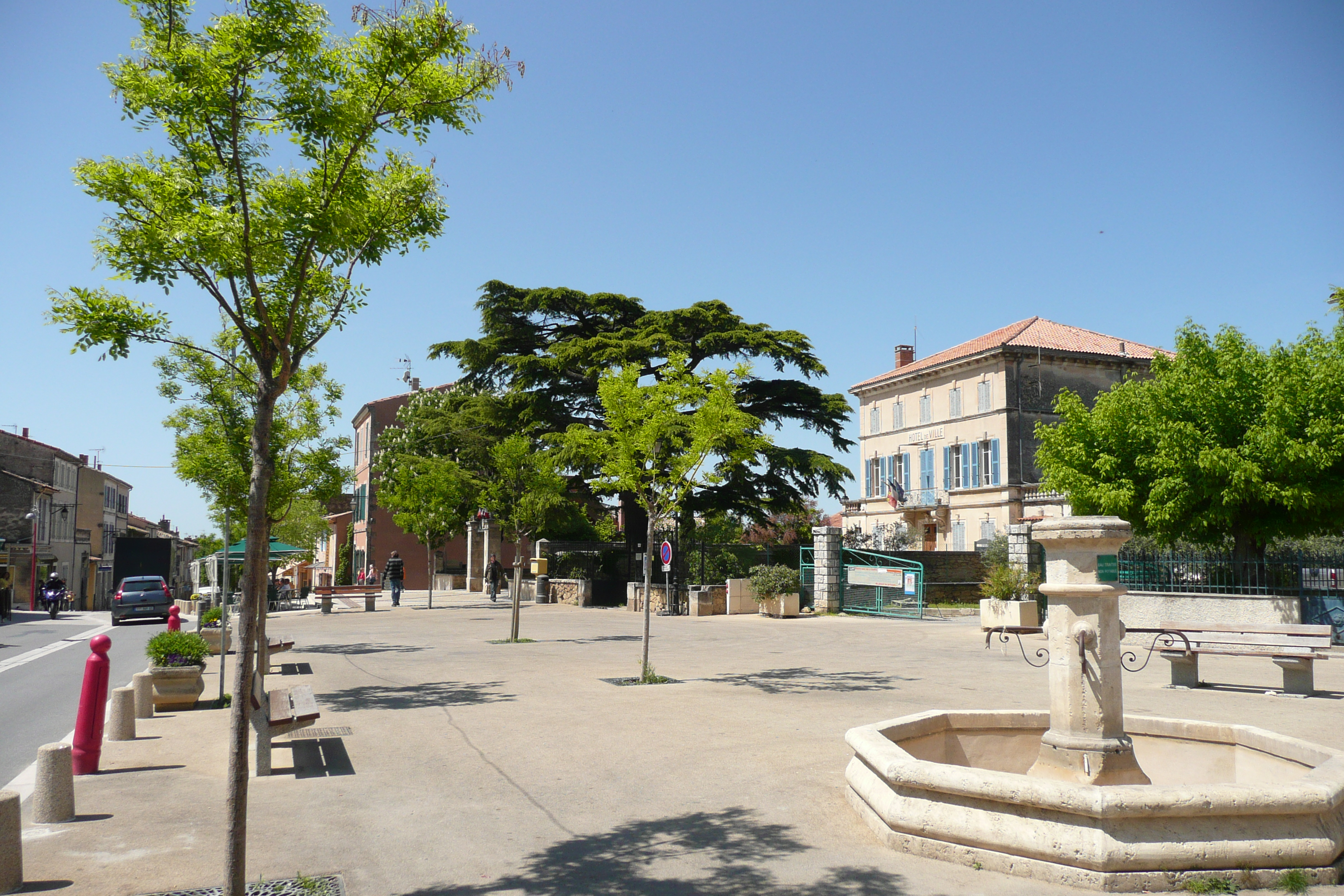
la place de la mairie.

### Patrimoine environnemental
- La Durance, particulièrement prisée l'été pour les balades en canoë. Mais elle propose également une bio diversité intéressante, car on peut en particulier admirer des oiseaux de rivage comme les mouettes rieuses, des cormorans, des hérons cendrés, des aigrettes garzette ou de grandes aigrettes
- La forêt des Cèdres, qui peut faire l'office d'une demi-journée de randonnée.
- Les gorges du Régalon, situées à proximité de la commune.
- Le jardin des plantes tinctoriales.
- Les jardins de Magali site d'expositions[36].

### Vie locale
Les petits commerces du centre du village de Lauris restent nombreux malgré l'ouverture d'une grande surface à 3,5 km, dans la commune de Puyvert.

### Personnalités liées à la commune

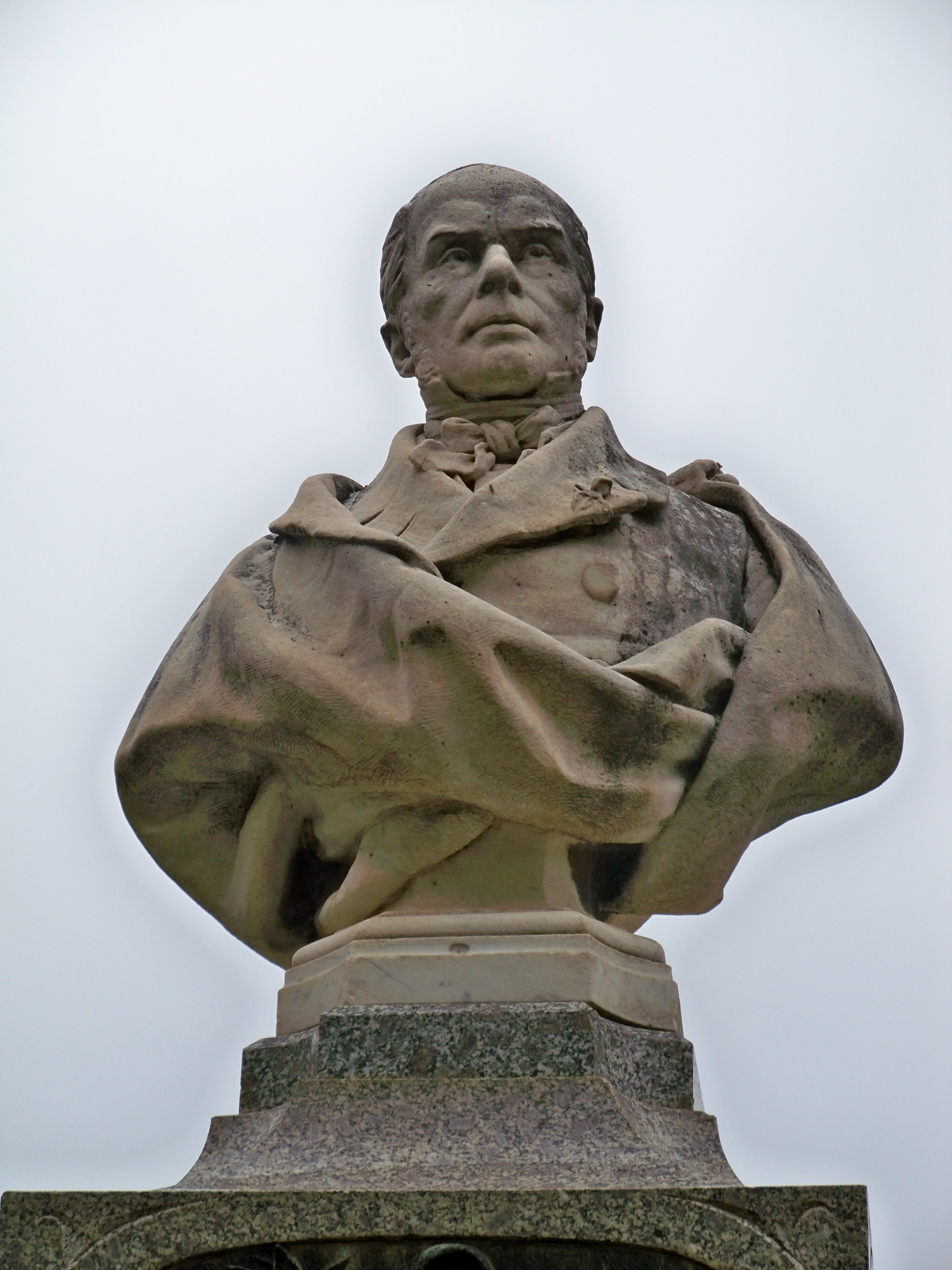
Joseph François Garnier (1796-1865).

- Joseph-François Garnier (né à Lauris le 18 juin 1755 - mort le 31 mars 1825 à Paris), compositeur et hautboïste à l'Opéra de Paris, à la fin du XVIIIe siècle.
- Joseph Chabert (né à Lauris le 3 juin 1831 - mort le 29 mars 1894) : peintre et homme d'église québécois.
- Jacques Rouchouse, producteur radio et écrivain, membre de l’Académie de Vaucluse[37].
- Louis Trabuc (1928-2008), peintre.
- Trude Herr (1927-1991), actrice, chanteuse et réalisatrice allemande brièvement résidente[38].

### Héraldique
| Blason de Lauris | Les armes peuvent se blasonner ainsi : D'or aux deux branches de laurier de sinople passées en sautoir, accompagnées de deux étoiles de gueules, l'une en chef et l'autre en pointe. |